# Anders Dubb
Anders Dubb, född i Livland, död 1722, var en svensk borgmästare, riksdagsledamot och politiker.

## Biografi
Anders Dubb föddes i Livland. Han var troligen son till hauptmannen Anders Andersson Dubb. Dubb elv 29 januari 1676 student vid Uppsala universitet och dipituerade 1687. Han blev 1687 auskultant i Svea hovrätt och 1691 borgmästare i Halmstads stad. Dubb var riksdagsledamot för borgarståndet i Halmstad vid riksdagen 1693, riksdagen 1697, riksdagen 1710 (även Falkenberg) och riksdagen 1713–1714 (även Falkenberg och Laholm). Han avled 1722 och begravdes 11 mars samma år i Skrea kyrka.

### Familj
Dubb gifte sig före 1695 med Sofia Ulrika Ishausen (död 1764). De fick tillsammans sonen Johan Dubb. Efter Anders Dubbs död gifte Sofia Ulrika Ishausen om sig med översten Daniel Ehrenadler.